# Старокняспинский кедровник
Старокня́спинский кедро́вник — ботанический памятник природы в городском округе Карпинск, Свердловская область, Россия. 
Старокняспинский кедровник расположен на берегу Большого Княспинского озера. Площадь памятника природы составляет 4,3 га. Возраст кедровых деревьев составляет более 300 лет, высота стволов в среднем 17—19 м, кроны низкоопущенные и широкораскидистые.
Постановлением Правительства Свердловской области от 17 января 2001 года № 41-ПП ботанический памятник природы включён в перечень особо охраняемых природных территорий Свердловской области. Этим же правовым актом охрана территории объекта возложена на администрацию городского округа Карпинск.